# Матвеев, Анатолий Васильевич
Анато́лий Васи́льевич Матве́ев (1927—2013) — советский организатор производства в угольной промышленности. Директор шахты имени В. И. Ленина Ростовской области. Депутат Верховного Совета РСФСР X созыва. Почётный гражданин города Новошахтинска (1999).

## Биография
Родился  3 августа 1927 года в селе Несветае, Мясниковского района Ростовской области в шахтёрской семье.
С 1943 года в период Великой Отечественной войны, после освобождения города Новошахтинска и Ростовской области от немецко-фашистской оккупации в возрасте шестнадцати лет начал свою трудовую деятельность в угольной промышленности начав работать шахтёром на шахте «Несветаевская» Ростовской области, занимался восстановлением шахты имени М. Горького. В 1945 году за ударный труд в годы войны был награждён Медалью «За доблестный труд в Великой Отечественной войне 1941—1945 гг.».
С 1945 по 1948 годы без отрыва от основной деятельности А. В. Матвеев обучался в Новошахтинском горном техникуме. С 1948 года после окончания техникума был назначен горным мастером, позже был назначен — начальником комсомольско-молодёжного добычного участка, помощником и заместителем главного инженера шахты «Несветаевская». Указом Президиума Верховного Совета СССР за высокие трудовые достижения был награждён орденом Трудового Красного Знамени.
С 1955 года работал в должности главного инженера, с 1960 года был назначен директором шахты имени газеты «Комсомольская правда». С 1962 года работал директором шахт «Коминтерновская» и «Соколовская». С 1965 по 1984 годы был руководителем шахты имени В. И. Ленина, под его руководством и при непосредственном участии в шахте стало происходить внедрение новых видов горной техники на основе самых передовых достижений научно-технического прогресса, тем самым шахта стала предприятием высокой механизации, где в короткие сроки был осуществлён переход на комплексно-механизированную выемку угля. Указом Президиума Верховного Совета СССР за выдающиеся трудовые достижения был награждён орденом Ленина.
С 1984 по 1985 годы был главным инженером треста «Несветайантрацит» Ростовуголь Министерства угольной промышленности СССР.
Помимо основной деятельности А. В. Матвеев занимался и общественно-политической работой: неоднократно избирался депутатом Новошахтинского городского (одиннадцать созывов) и Ростовского областного (четыре созыва) Советов народных депутатов. С 1980 по 1985 годы избирался депутатом Верховного Совета РСФСР X созыва от Новошахтинского избирательного округа Ростовской области, благодаря деятельности А. В. Матвеева в качестве депутата и руководителя шахты имени В. И. Ленина в городе Новошахтинске строился жилой и социальный фонд и больничный комплекс.
Скончался 18 мая 2013 года в Новошахтинске, Ростовской области.

## Награды
- Орден Ленина
- Орден Октябрьской Революции
- Орден Трудового Красного Знамени
- Орден «Знак Почёта»
- Медаль «За доблестный труд в Великой Отечественной войне 1941—1945 гг.»
- Медаль «В ознаменование 100-летия со дня рождения Владимира Ильича Ленина»
- Знак «Шахтёрская слава» I, II и III степени
- Золотая медаль ВДНХ

## Звания
- Почётный гражданин города Новошахтинска (1999[2])